# 366 f.Kr.

## Händelser

### Efter plats

#### Persiska riket
- I Persiska riket inleder ett antal av kung Artaxerxes II:s satraper ett uppror, i allians med Aten, Sparta och Egypten, vilket varar till 358 f.Kr.

#### Grekland
- Aten grundar staden Kos på ön Kos i Egeiska havet.
- Den thebiske ledaren Epaminondas återvänder till Peloponnesos en tredje gång i ett försök att få stadsstaterna i Akaia att svära Thebe trohet. Trots att ingen armé vågar utmana hans på slagfältet blir de demokratiska regeringar, som han etablerar där, mycket kortlivade, då prospartanska aristokrater snart återvänder till städerna, återupprättar oligarkierna och närmar dem ytterligare till Sparta.
- Thebe sluter fred med Sparta och vänder sedan uppmärksamheten mot Aten, som försöker återupprätta sitt havsimperium och blandar sig i Makedoniens dynastiska förvecklingar.
- Thebe erövrar staden Oropos.

#### Sicilien
- Det experiment, som Dion (Dionysios I:s svåger) och Platon har påbörjat i att utbilda Dionysios II av Syrakusa i det praktiska användandet av Platons filosofiska principer, misslyckas och Dion och Platon förvisas från Syrakusa.

#### Romerska republiken
- Seden att låta militära tribuner få konsulers befogenheter överges för gott och det dubbla konsulatet återupprättas. En ny magistratstjänst, kallad praetorskap, inrättas. Innehavaren av detta ämbete, praetorn, väljs varje år av Församlingen och tar hand om samhälleliga tjänster, vilket avlastar konsulernas ansvar inom detta området. Praetorn får rang av underordnad kollega till konsulerna, men kan ändå leda en armé, sammankalla Senaten eller en församling samt ha konsulernas ämbetsbefogenheter.
- Ytterligare två ediler, kallade kuruler ("högre" ediler), inrättas i den romerska hierarkin. De första är patricier men de, som väljs nästföljande år är plebejer, varefter innehavet av posterna alterneras mellan patricier och plebejer år efter år. De väljs av stamförsamlingen, med konsuln som ordförande.

### Efter ämne

#### Konst
- Fresken Persefones enlevering i en grav i Verginen i Makedonien tillkommer (omkring detta år).